# Jaroslav Nauman
Jaroslav Nauman (28. dubna 1881 Praha – 4. prosince 1962 Karlštejn) byl český spisovatel a básník, novinář a překladatel, který patřil k významným představitelům české literatury první poloviny 20. století. Po studiích na gymnáziu v Praze a následném vystudování filozofie na Univerzitě Karlově začal svou literární dráhu jako novinář a literární kritik. Jeho poezie byla ovlivněna symbolizmem, impresionismem a později i modernismem, ačkoliv se nikdy nepoddal jednomu literárnímu směru.

## Život
Narodil se v rodině Jana Eustacha Naumanna (1848–??), oficiála při městském berním úřadě v Praze a jeho manželky Arnoštky, rozené Widmannové (1863–1930).
Manželka Marie Alžběta Hovorková (1897-1986) psala literaturu pro mládež (Drotar Míšo, 1924).
Po roce 1945 si nechal změnit jméno na neněmecké Jaroslav Horný. Je otcem spisovatele a ochránce přírody Pavla Naumana a geologa a paleontologa RNDr. Radvana Horného, CSc.

## Dílo
Mnohé z jeho básní byly zhudebněny. Jeho dílo prostupuje láska k přírodě, obzvláště k rostlinám, které se staly jeho celoživotní vášní. V jeho knize Skalky a skalničky se poprvé objevily české názvy rostlin jako např. čechrava, zlatice nebo temnohlávek.

### Poezie
- Písně malostranské (1907)
- My a jiné básně (1918)
- Sokolské písně
- Písně junácké
- Písně doby
- Písně svobody
- Naše děti (1941)

### Próza
- Tajemný Pramen (1922)
- Smírné hory (1924)
- Evin hřích (1930)
- Stupně k nebi (1938)
- Někdo se baví (1944)

### Populárně naučné knihy
- Duše stromu (1925)
- Naše jehličiny (1925)
- Umění člověka diluviálního (1925)
- Skalky a skalničky (1942)